# Plaek Pibulsongkram
Plaek Pibulsongkram (ur. 14 lipca 1897 w Nonthaburi, zm. 11 czerwca 1964 w Tokio) – tajski wojskowy i polityk.
Premier w latach 1938–1944 i 1948–1957, minister spraw zagranicznych (1939–1941, 1941–1942 i 1949), minister obrony (1934–1943 i 1949–1957), minister spraw wewnętrznych (1938–1941, 1948–1949, 1955–1957) oraz minister finansów (1949–1950). Feldmarszałek.

## Młodość
Urodził się w prowincji Nonthaburi jako syn Keeda Khittasangkhi i jego małżonki Sam-Ang. Keed miał chińsko-tajskie korzenie; jego ojciec był mówiącym w narzeczu kantońskim imigrantem. Rodzice byli właścicielami plantacji durianu. Jego imię – Plaek, co znaczy po tajsku "mocny" – odzwierciedlało jego dziecięcą żywotność i siłę. Plaek Khittasangkha pobierał wstępnie nauki w buddyjskiej szkółce świątynnej, po czym został przyjęty do Królewskiej Akademii Wojskowej Chulachomklao. W roku 1914 otrzymał stopień podporucznika artylerii. Po zakończeniu I wojny światowej został wysłany na studia do Francji. W roku 1928 otrzymał awans, a wraz z nim od króla Prajadhipoka honorowy tytuł szlachecki Luang. Od tej pory – zgodnie z tajską tradycją – był nazywany Luang Pibunsongkram (lub Pibulsongkram). W latach późniejszych zmienił nawet nazwisko na Pibulsongkram.
W roku 1932 Pibulsongkram był jednym z wojskowych przywódców tzw. Partii Ludowej, która dokonała zamachu stanu i obaliła monarchię. Podpułkownik Pibulsongkram wyrósł na głównego przywódcę ruchu.

## Premier Syjamu

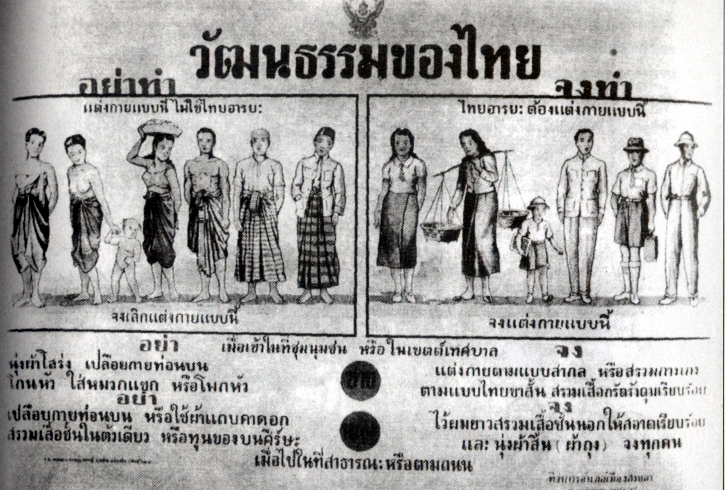
Tajski plakat z ery feldmarszałka Plaeka, przedstawiający "niecywilizowane" stroje po lewej oraz "prawidłową" zachodnią odzież po prawej.

Od roku 1938 Pibulsongkram piastował urząd premiera, wzmacniając swą pozycję poprzez obsadzanie istotnych stanowisk w rządzie członkami własnej junty.
Pibulsongkram przyspieszył zmiany cywilizacyjne w swym kraju. Poprzez manipulacje środkami masowego przekazu wspierał faszyzm i nacjonalizm. Razem z Luang Wichitwathakan, ministrem propagandy, zbudował trwający od 1938 kult przywództwa. Zdjęcia króla Prajadhipoka (który abdykował w 1935) zostały usunięte, natomiast fotografie Pibulsongkrama można było znaleźć wszędzie. Jego wypowiedzi były szeroko kolportowane w gazetach, umieszczane na bilbordach oraz powtarzane przez radio.
Rząd wydawał, "dążąc do podniesienia narodowego ducha i kodeksu moralnego narodu oraz wpajając postępowe tendencje i nowości do tajlandzkiego życia", serie zadań dla społeczeństwa. Zachęcały one Tajów do pozdrawiania flagi państwowej w miejscach publicznych, poznania nowego hymnu narodowego (napisanego przez Wichitwathakana), używania języka tajskiego zamiast regionalnych dialektów. Ludzi namawiano do przyswojenia sobie zachodniego ubioru w miejsce tradycyjnych strojów tajskich. Według Pibulsongkrama takie działania były konieczne, by zmienić opinie obcokrajowców uważających Tajlandię za nierozwinięty, barbarzyński kraj.
Administracja Pibulsongkrama pobudzała także rodzimy rozwój gospodarczy: Tajowie mieli kupować przede wszystkim tajskie wyroby, minimalizując chiński udział w rynku. Antychińska strategia przyniosła wkrótce owoce. W przemówieniu z roku 1938 Luang Wichitwathakan porównał Chińczyków w Syjamie do Żydów w Niemczech.
W 1939 roku Pibulsongkram (już w stopniu marszałka) zmienił nazwę państwa z Syjam na Tajlandia. Pod koniec 1940 doprowadził do krókotrwałej wojny francusko-tajlandzkiej, na skutek której Tajlandia zdobyła od Francuzów część Kambodży. W 1941, już podczas trwania II wojny światowej, ustanowił dekretem dzień 1 stycznia oficjalnym początkiem roku kalendarzowego w miejsce tradycyjnego 13 kwietnia. 5 sierpnia 1941 roku Tajlandia dołączyła do tych krajów, które uznały marionetkowe państwo Mandżukuo.

## Sojusz z Japonią
Kiedy Japończycy wkroczyli do Tajlandii 8 grudnia 1941 roku, Pibulsongkram poprosił o zawieszenie broni, a następnie zezwolił japońskim wojskom na użycie kraju jako bazy do inwazji na Birmę i Malaje. Gdy japońska droga przez Malaje przybrała formę wojny błyskawicznej, 12 grudnia podpisał militarny sojusz z Japonią. Miesiąc później, 25 stycznia 1942 roku, Tajlandia wypowiedziała wojnę sprzymierzonym. Ci, którzy sprzeciwiali się tej decyzji, tracili miejsca w rządzie: Pridi Banomyong został mianowany pełniącym obowiązki regenta marionetkowego króla Anandy Mahidola, podczas gdy Direk Jayanama, minister spraw zagranicznych, który popierał opór przeciw Japończykom, został ambasadorem Tajlandii w Tokio.
Gdy stało się jasne, że Japonia poniesie klęskę, Pibulsongkram został zmuszony podać się do dymisji przez nastawione antyjapońsko Zgromadzenie Narodowe. W ten sposób skończyły się jego sześcioletnie rządy. Zamieszkał w głównej siedzibie armii w Lopburi. Premierem został Khuang Aphaiwong, który pozornie miał kontynuować współpracę z Japończykami, podczas gdy w rzeczywistości potajemnie wspierał niepodległościowe podziemie antyjapońskie.